# Serena (Pokémon)
Serena (セレナ?) es un personaje ficticio de la franquicia Pokémon de Nintendo y Game Freak, introducida en los videojuegos de 2013 Pokémon X e Y. Desde entonces, ha aparecido en numerosos medios Pokémon, incluidos anime y manga.

## Concepto y creación
El personaje fue diseñado por Ken Sugimori y Atsuko Nishida para la versión del videojuego. Mientras que la versión de anime y película fue diseñada por Toshihito Hirooka, y la versión de manga por Satoshi Yamamoto.

## Apariciones

### En los videojuegos
Serena aparece por primera vez en el juego Pokémon X e Y como un personaje jugable si el jugador lo elige y también como rival si el jugador elige un personaje masculino, Calem.
Serena también apareció como Entrenadora Pokémon en Pokémon Masters EX, donde forma un par sincronizado con Fennekin y sus evoluciones Braixen y Delphox. También aparece junto a Calem como trofeo de Entrenador Pokémon en Super Smash Bros.

### En la serie de anime
Serena apareció por primera vez en el episodio 1 de La Temporada Pokémon: XY. Se sabe que ella ya conocía a Ash Ketchum cuando ambos asistieron al campamento de verano del Profesor Samuel Oak en Pueblo Paleta cuando tenían 7 años. Durante este tiempo, Serena se cayó y se lesionó la pierna y Ash la ayudó a consolarla con su lesión y ella comienza a enamorarse de él. Después de enterarse de que Ash está en Kalos, decide irse de casa para reunirse con él, y al hacerlo lo acompaña en su viaje sin tener un objetivo específico. Después de experimentar numerosos eventos como el campamento de verano del Profesor Augustine Sycamore, se entera de la Exhibición Pokémon de Shauna y decide convertirse en Artista Pokémon. Luego de una pérdida desgarradora en su debut en la Exibicion Pokémon, se corta el cabello y comienza a usar un nuevo atuendo que Ash lo regalo. Después de obtener tres llaves de princesa, compite en la Exhibición Pokémon de la Clase Magistral de Ciudad Gloire/Gloria y finalmente se enfrenta cara a cara con la actual Reina de Kalos, Aria. a quien no logra derrotar. Una vez que la Liga Kalos y la crisis del Equipo/Team Flare llegan a su fin, Serena reflexiona sobre los planes sobre su futuro. Después del estímulo de Ash, se prepara para competir en los Concursos Pokémon que ocurren en Hoenn. Antes de despedirse, le da un beso a Ash en los labios y le confiesa los sentimientos de amor que han estado ocultos durante tanto tiempo.
Regresó en el episodio 105 de La Serie Viajes Definitivos Pokémon, donde alentó a Chloe a actuar en el Concurso Pokémon de Ciudad Lilycove diciéndole exactamente las mismas palabras que Ash le dijo a Serena durante su viaje con él. Empató con Lisia/Ariana en el puesto número uno. Su Braixen se ha evolucionado desde entonces en un Delphox. Justo antes de que Ash, Chloe y Goh partieran hacia Vermillion City, ella se reunió brevemente con Ash, donde ambos compartieron sus respectivos objetivos antes de separarse nuevamente. También prometió apoyar a Ash en la Serie Mundial de Coronación, Más tarde vio el partido final de Ash contra Leon/Lionel con May/Aura, Max y Lisia/Ariana en el episodio 132.
En la serie web de anime Pokémon Evolutions, Serena apareció en The Visionary como la rival de Calem. Más tarde, ella y Shauna se unieron a Calem después de que él derrotara a Lysandre en la Base Secreta del Equipo Flare. Cuando Lysandre comenzó a disparar el arma definitiva, los tres jóvenes Entrenadores huyeron juntos de la base. Posteriormente, vieron cómo el arma se hundía nuevamente en el suelo.

### En manga
Y o Yvonne Gabena apareció en los capítulos de Pokémon Adventures X & Y como personaje principal que se basó libremente en Serena. Y es una joven aprendiz de Sky Trainer, que eligió convertirse en una para oponerse a las expectativas de la gente de seguir los pasos de su madre como corredora de Rhyhorn.
Serena apareció en el manga Diancie and the Cocoon of Destruction y Hoopa and the Clash of Ages, desempeñando el mismo papel que en las respectivas películas en las que se basaron.

## Recepción
Serena recibió una recepción mixta por su aparición en Pokémon X e Y. Laura Gray de Screen Rant escribe que los protagonistas de X y Y siguen siendo los mismos que en los juegos anteriores, sin antecedentes profundos sobre por qué se convirtieron en Entrenadores Pokémon. Esto también distingue a las versiones del juego y del anime de Serena y los convierte en dos personajes diferentes, con Serena en el anime creando un vínculo especial con Ash. Mientras tanto, Randolph Ramsay de GameSpot escribió que aunque Pokémon X e Y son menos desafiantes que los juegos anteriores, todavía hay lados interesantes para ver, especialmente los protagonistas, que tienen su propio encanto tanto como personajes jugables como rivales.
Serena disfrutó de una buena acogida por su aparición en el anime. Megan Peters de Comic Book escribió a Serena como una de las mejores compañeras de Ash, si no la mejor, que desde su primera aparición, Serena no solo muestra el desarrollo de su personaje, sino que su vínculo y enamoramiento con Ash es capaz de polarizar a los fanáticos entre gustos y disgustos. Entre los fanáticos, la pareja de Serena y Ash es conocida como "AmourShipping" o "SatoSere", lo que indirectamente también es reconocido por el personal de The Pokémon Company. Hasta el momento, Serena se ha convertido en la primera compañera de viaje que besó a Ash en los labios. Más tarde se reveló que la historia había sido planeada por el director de anime de Pokémon X e Y, Tetsuo Yajima, con el productor Shukichi Kanda. Sin embargo, debido a que el principal público objetivo del anime Pokémon son los niños, la escena del beso no se puede mostrar abiertamente y es intencionalmente ambigua con las piernas de Serena levantadas antes de descender lentamente por las escaleras mecánicas, seguidas por las caras de sorpresa que muestran Pikachu, Clemont y Bonnie. Los fanáticos de Japón y Estados Unidos hicieron una petición en línea con la esperanza de que Serena continuara su viaje con Ash a la región de Alola para la serie Pokémon Sol y Luna, aunque no logró influir en la decisión del productor. En una encuesta realizada por Netorabo Japón en 2021, Serena ocupa el primer lugar entre las chicas de anime Pokémon, que más gustan a los fanáticos.
Por otro lado, la representación del personaje de Serena en el anime se considera excesiva. Scott Wilson de Sora News escribió que era extraño ver la escena del beso entre Serena y Ash, especialmente porque el propio Ash estaba 'atascado' a los 10 años durante el anime Pokémon de 1997, y para el anime Pokémon en sí mismo el La adición de la escena fue un poco desagradable. Allegra Frank de Polygon criticó la representación de la cara de Ash después de que Serena lo besara en los labios, y Ash todavía no entendió nada sobre el momento. Levana Jane de Game Rant escribió que el personaje de Serena se desarrolló de una manera diferente en el anime a los personajes femeninos anteriores para cumplir con las expectativas de la audiencia de una "mujer joven con estilo". Pero esto solo se puede cumplir en Pokémon Sol y Luna a través de los personajes Lana, Lillie y Mallow.
También hubo decepción por parte de algunos espectadores de la serie de anime cuando Serena reapareció en Pokémon Journeys después de haber recibido respuestas cálidas, especialmente al observar su apariencia, que ahora se describe como una "niña adulta". Además, también se consideró que el reencuentro entre Serena y Ash que fue muy breve no cumplió con las expectativas de la audiencia.

## Nota al pie
1. ↑  Otros dos personajes femeninos que besan a Ash son Melody en Pokémon: The Movie 2000 y Bianca, que es la encarnación de Latias en Pokémon Heroes. Pero estos dos no son los personajes principales y ambos no besan a Ash en los labios sino solo en las mejillas..[19][20]